# Pere Noguera
Pere Noguera (La Bisbal del Ampurdán, Gerona; 1941) es un artista español. Inició su trayectoria en el marco de las nuevas poéticas pobres, efímeras y conceptuales de la década de 1970. Su práctica artística se fundamenta en el proceso, en la deconstrucción y la fragmentación. Lo que lo aproximó al arte povera. Ha desarrollado trabajos sobre los procesos conceptuales de la fotografía y la electrografía, siendo uno de los pioneros de los trabajos con fotocopias en la década de 1970. Asimismo, ha profundizado en el concepto de archivo como ready-made, a partir de fotografías y filmes encontrados que exponen una manera de entender la fotografía y su proceso. Esta tarea la ha ido revisando en los últimos tiempos de acuerdo con los nuevos procedimientos digitales. Pere Noguera, distinguido con el Premio ACCA en 2011, ha realizado numerosas exposiciones en centros nacionales e internacionales.

## Exposiciones destacadas
- 1975 — La Fotocòpia com a Obra-Document, Sala Vinçon, Barcelona
- 1977  — Arxiu, Galería Massanet de La Escala[1]
- 2001 - Més tot allò, Centro de Arte Santa Mónica, del 7 de febrero al 15 de abril de 2001[2]
- 2003 - Pere Noguera: Terres crues, terres cuites, Museo de Cerámica de Barcelona[3]
- 2011 — Pere Noguera. Històries d'arxiu, Fundación Antoni Tàpies, Barcelona[1]